# NorthEast United FC
NorthEast United FC (hindi नॉर्थईस्ट यूनाइटेड फुटबॉल क्लब, ang. NorthEast United Football Club) – indyjski klub piłkarski, mający siedzibę w mieście Guwahati w stanie Asam, w północno-wschodniej części kraju, grający od 2014 w rozgrywkach Indian Super League.

## Historia
Chronologia nazw:
- 2014: NorthEast United FC

Klub piłkarski NorthEast United FC został założony w miejscowości Guwahati 13 kwietnia 2014 roku po tym, jak na początku 2014 roku narodowa federacja piłki nożnej w Indiach ogłosiła o powstaniu Indian Super League. 13 kwietnia 2014 roku ogłoszono, że bollywoodzki aktor John Abraham i Shillong Lajong FC wygrali przetarg na franczyzę klubu. 13 października tego samego roku klub rozegrał swój pierwszy oficjalny mecz w Superlidze, wygrywając 1:0 z Kerala Blasters FC na stadionie piłkarskim Indira Gandhi Athletic Stadium w Guwahati. W inauguracyjnym sezonie 2014 zespół nie zdobył miejsca na podium, zajmując ósmą pozycję w tabeli ligowej i nie awansował do fazy play-off. Przez kolejne trzy sezony klub był poza czwórką najlepszych drużyn, które potem walczyły o tytuł mistrza. Dopiero w sezonie 2018/19 zajął czwarte miejsce w rundzie zasadniczej i awansował do etapu play-off, ale przegrał w półfinale. Po dwóch latach, w sezonie 2020/21 był trzecim w tabeli ligowej, ale znów przegrał w półfinale.

## Barwy klubowe, strój, herb, hymn
|  |  |  |

Klub ma barwy biało-czerwono-czarne. Piłkarze domowe spotkania zazwyczaj grają w białych koszulkach, białych spodenkach oraz białych getrach.

## Sukcesy

### Trofea międzynarodowe
Do 2022 klub jeszcze nigdy nie zakwalifikował się do rozgrywek międzynarodowych.

### Trofea krajowe
| \| \| Zdobyte trofea w rozgrywkach Indii (stan na: 31-05-2022) \| |                                                          |      |                        |
| Rozgrywki                                                         | Osiągnięcie                                              | Razy | Sezon(y)               |
| Mistrzostwo                                                       | I miejsce                                                | 0    |                        |
| Mistrzostwo                                                       | II miejsce                                               | 0    |                        |
| Mistrzostwo                                                       | III miejsce                                              | 1    | 2018/19 (półfinalista) |
| Puchar                                                            | zdobywca                                                 | 0    |                        |
| Puchar                                                            | finalista                                                | 0    |                        |
| Puchar                                                            | ćwierćfinalista                                          | 1    | 2019                   |
| II liga                                                           | I miejsce                                                | 0    |                        |
| II liga                                                           | II miejsce                                               | 0    |                        |
| II liga                                                           | III miejsce                                              | 0    |                        |
| Indie                                                             | Zdobyte trofea w rozgrywkach Indii (stan na: 31-05-2022) |      |                        |

- GSA C Division:
  - mistrz (1): 2022

- Swargadeo Sarbananda Singha Memorial Trophy:
  - finalista (1): 2021

## Struktura klubu

### Stadion
Klub piłkarski rozgrywa swoje mecze domowe na stadionie Indira Gandhi Athletic Stadium w Guwahati, który może pomieścić 25.000 widzów.

## Rywalizacja z innymi klubami

### Derby
- ATK Mohun Bagan FC
- East Bengal FC